# Торре, Карлос (шахматист)
Карлос Торре Репетто (исп. Carlos Torre Repetto; 23 ноября 1905, Мерида — 19 марта 1978, там же) — мексиканский шахматист, почётный гроссмейстер (1977).

## Биография
Играл в шахматы с 10 лет. Первого успеха добился в 1923: выиграл двухкруговой турнир с участием 7 американских шахматистов. В чемпионате Западных штатов (1924, Нью-Йорк) занял 1-е место.
Первые шаги Торре именно таковы, какими они бывают у будущих чемпионов мираЭм. Ласкер
В феврале 1925 сыграл вничью матч с американским шахматистом А. Купчиком — 3 : 3 (+1 −1 =4). В 1925 совершил турне по Европе: Баден-Баден (1925) — 10-е; Марианске-Лазне (1925) — 3-4-е (с Ф.Маршаллом); Москва (1925) — 5-6-е (с С. Тартаковером); Ленинград (1925/1926) — 2-3-е места (с Я. Рохлиным).
В 1926 в турнире американских шахматистов в Чикаго — 2-3-е место, после чего отошёл от шахмат в связи с болезнью.
Новые надежды были обращены к Торре, но этот талантливый юноша, видимо, потерян для шахматР. Рети (1927)
Ввёл в шахматную практику вариант, названный его именем: 1. d4 Kf6 2. Kf3 е6 3. Cg5. Шахматист позиционного стиля, хорошо разбиравшийся и в комбинационной игре. Известен своей победой в партии с Эм. Ласкером на Московском международном турнире 1925 года с помощью комбинации «мельница».
|   | a | b | c | d | e | f | g | h |   |
| - | --- | --- | --- | --- | --- | --- | --- | --- | - |
| 8 | a8 чёрная ладья · c8 чёрный слон · f8 чёрная ладья · g8 чёрный король · a7 чёрная пешка · b7 чёрная пешка · g7 чёрная пешка · h7 чёрная пешка · c6 чёрная пешка · e6 чёрная пешка · f6 чёрный ферзь · c5 чёрный слон · d5 чёрная пешка · e5 белая пешка · f5 чёрная пешка · c4 белая пешка · b3 белая пешка · f3 белая пешка · g3 чёрный конь · a2 белая пешка · b2 белый слон · c2 белый ферзь · e2 белая пешка · g2 белый слон · h2 белая пешка · a1 белая ладья · b1 белый конь · f1 белая ладья · h1 белый король | a8 чёрная ладья · c8 чёрный слон · f8 чёрная ладья · g8 чёрный король · a7 чёрная пешка · b7 чёрная пешка · g7 чёрная пешка · h7 чёрная пешка · c6 чёрная пешка · e6 чёрная пешка · f6 чёрный ферзь · c5 чёрный слон · d5 чёрная пешка · e5 белая пешка · f5 чёрная пешка · c4 белая пешка · b3 белая пешка · f3 белая пешка · g3 чёрный конь · a2 белая пешка · b2 белый слон · c2 белый ферзь · e2 белая пешка · g2 белый слон · h2 белая пешка · a1 белая ладья · b1 белый конь · f1 белая ладья · h1 белый король | a8 чёрная ладья · c8 чёрный слон · f8 чёрная ладья · g8 чёрный король · a7 чёрная пешка · b7 чёрная пешка · g7 чёрная пешка · h7 чёрная пешка · c6 чёрная пешка · e6 чёрная пешка · f6 чёрный ферзь · c5 чёрный слон · d5 чёрная пешка · e5 белая пешка · f5 чёрная пешка · c4 белая пешка · b3 белая пешка · f3 белая пешка · g3 чёрный конь · a2 белая пешка · b2 белый слон · c2 белый ферзь · e2 белая пешка · g2 белый слон · h2 белая пешка · a1 белая ладья · b1 белый конь · f1 белая ладья · h1 белый король | a8 чёрная ладья · c8 чёрный слон · f8 чёрная ладья · g8 чёрный король · a7 чёрная пешка · b7 чёрная пешка · g7 чёрная пешка · h7 чёрная пешка · c6 чёрная пешка · e6 чёрная пешка · f6 чёрный ферзь · c5 чёрный слон · d5 чёрная пешка · e5 белая пешка · f5 чёрная пешка · c4 белая пешка · b3 белая пешка · f3 белая пешка · g3 чёрный конь · a2 белая пешка · b2 белый слон · c2 белый ферзь · e2 белая пешка · g2 белый слон · h2 белая пешка · a1 белая ладья · b1 белый конь · f1 белая ладья · h1 белый король | a8 чёрная ладья · c8 чёрный слон · f8 чёрная ладья · g8 чёрный король · a7 чёрная пешка · b7 чёрная пешка · g7 чёрная пешка · h7 чёрная пешка · c6 чёрная пешка · e6 чёрная пешка · f6 чёрный ферзь · c5 чёрный слон · d5 чёрная пешка · e5 белая пешка · f5 чёрная пешка · c4 белая пешка · b3 белая пешка · f3 белая пешка · g3 чёрный конь · a2 белая пешка · b2 белый слон · c2 белый ферзь · e2 белая пешка · g2 белый слон · h2 белая пешка · a1 белая ладья · b1 белый конь · f1 белая ладья · h1 белый король | a8 чёрная ладья · c8 чёрный слон · f8 чёрная ладья · g8 чёрный король · a7 чёрная пешка · b7 чёрная пешка · g7 чёрная пешка · h7 чёрная пешка · c6 чёрная пешка · e6 чёрная пешка · f6 чёрный ферзь · c5 чёрный слон · d5 чёрная пешка · e5 белая пешка · f5 чёрная пешка · c4 белая пешка · b3 белая пешка · f3 белая пешка · g3 чёрный конь · a2 белая пешка · b2 белый слон · c2 белый ферзь · e2 белая пешка · g2 белый слон · h2 белая пешка · a1 белая ладья · b1 белый конь · f1 белая ладья · h1 белый король | a8 чёрная ладья · c8 чёрный слон · f8 чёрная ладья · g8 чёрный король · a7 чёрная пешка · b7 чёрная пешка · g7 чёрная пешка · h7 чёрная пешка · c6 чёрная пешка · e6 чёрная пешка · f6 чёрный ферзь · c5 чёрный слон · d5 чёрная пешка · e5 белая пешка · f5 чёрная пешка · c4 белая пешка · b3 белая пешка · f3 белая пешка · g3 чёрный конь · a2 белая пешка · b2 белый слон · c2 белый ферзь · e2 белая пешка · g2 белый слон · h2 белая пешка · a1 белая ладья · b1 белый конь · f1 белая ладья · h1 белый король | a8 чёрная ладья · c8 чёрный слон · f8 чёрная ладья · g8 чёрный король · a7 чёрная пешка · b7 чёрная пешка · g7 чёрная пешка · h7 чёрная пешка · c6 чёрная пешка · e6 чёрная пешка · f6 чёрный ферзь · c5 чёрный слон · d5 чёрная пешка · e5 белая пешка · f5 чёрная пешка · c4 белая пешка · b3 белая пешка · f3 белая пешка · g3 чёрный конь · a2 белая пешка · b2 белый слон · c2 белый ферзь · e2 белая пешка · g2 белый слон · h2 белая пешка · a1 белая ладья · b1 белый конь · f1 белая ладья · h1 белый король | 8 |
| 7 | a8 чёрная ладья · c8 чёрный слон · f8 чёрная ладья · g8 чёрный король · a7 чёрная пешка · b7 чёрная пешка · g7 чёрная пешка · h7 чёрная пешка · c6 чёрная пешка · e6 чёрная пешка · f6 чёрный ферзь · c5 чёрный слон · d5 чёрная пешка · e5 белая пешка · f5 чёрная пешка · c4 белая пешка · b3 белая пешка · f3 белая пешка · g3 чёрный конь · a2 белая пешка · b2 белый слон · c2 белый ферзь · e2 белая пешка · g2 белый слон · h2 белая пешка · a1 белая ладья · b1 белый конь · f1 белая ладья · h1 белый король | a8 чёрная ладья · c8 чёрный слон · f8 чёрная ладья · g8 чёрный король · a7 чёрная пешка · b7 чёрная пешка · g7 чёрная пешка · h7 чёрная пешка · c6 чёрная пешка · e6 чёрная пешка · f6 чёрный ферзь · c5 чёрный слон · d5 чёрная пешка · e5 белая пешка · f5 чёрная пешка · c4 белая пешка · b3 белая пешка · f3 белая пешка · g3 чёрный конь · a2 белая пешка · b2 белый слон · c2 белый ферзь · e2 белая пешка · g2 белый слон · h2 белая пешка · a1 белая ладья · b1 белый конь · f1 белая ладья · h1 белый король | a8 чёрная ладья · c8 чёрный слон · f8 чёрная ладья · g8 чёрный король · a7 чёрная пешка · b7 чёрная пешка · g7 чёрная пешка · h7 чёрная пешка · c6 чёрная пешка · e6 чёрная пешка · f6 чёрный ферзь · c5 чёрный слон · d5 чёрная пешка · e5 белая пешка · f5 чёрная пешка · c4 белая пешка · b3 белая пешка · f3 белая пешка · g3 чёрный конь · a2 белая пешка · b2 белый слон · c2 белый ферзь · e2 белая пешка · g2 белый слон · h2 белая пешка · a1 белая ладья · b1 белый конь · f1 белая ладья · h1 белый король | a8 чёрная ладья · c8 чёрный слон · f8 чёрная ладья · g8 чёрный король · a7 чёрная пешка · b7 чёрная пешка · g7 чёрная пешка · h7 чёрная пешка · c6 чёрная пешка · e6 чёрная пешка · f6 чёрный ферзь · c5 чёрный слон · d5 чёрная пешка · e5 белая пешка · f5 чёрная пешка · c4 белая пешка · b3 белая пешка · f3 белая пешка · g3 чёрный конь · a2 белая пешка · b2 белый слон · c2 белый ферзь · e2 белая пешка · g2 белый слон · h2 белая пешка · a1 белая ладья · b1 белый конь · f1 белая ладья · h1 белый король | a8 чёрная ладья · c8 чёрный слон · f8 чёрная ладья · g8 чёрный король · a7 чёрная пешка · b7 чёрная пешка · g7 чёрная пешка · h7 чёрная пешка · c6 чёрная пешка · e6 чёрная пешка · f6 чёрный ферзь · c5 чёрный слон · d5 чёрная пешка · e5 белая пешка · f5 чёрная пешка · c4 белая пешка · b3 белая пешка · f3 белая пешка · g3 чёрный конь · a2 белая пешка · b2 белый слон · c2 белый ферзь · e2 белая пешка · g2 белый слон · h2 белая пешка · a1 белая ладья · b1 белый конь · f1 белая ладья · h1 белый король | a8 чёрная ладья · c8 чёрный слон · f8 чёрная ладья · g8 чёрный король · a7 чёрная пешка · b7 чёрная пешка · g7 чёрная пешка · h7 чёрная пешка · c6 чёрная пешка · e6 чёрная пешка · f6 чёрный ферзь · c5 чёрный слон · d5 чёрная пешка · e5 белая пешка · f5 чёрная пешка · c4 белая пешка · b3 белая пешка · f3 белая пешка · g3 чёрный конь · a2 белая пешка · b2 белый слон · c2 белый ферзь · e2 белая пешка · g2 белый слон · h2 белая пешка · a1 белая ладья · b1 белый конь · f1 белая ладья · h1 белый король | a8 чёрная ладья · c8 чёрный слон · f8 чёрная ладья · g8 чёрный король · a7 чёрная пешка · b7 чёрная пешка · g7 чёрная пешка · h7 чёрная пешка · c6 чёрная пешка · e6 чёрная пешка · f6 чёрный ферзь · c5 чёрный слон · d5 чёрная пешка · e5 белая пешка · f5 чёрная пешка · c4 белая пешка · b3 белая пешка · f3 белая пешка · g3 чёрный конь · a2 белая пешка · b2 белый слон · c2 белый ферзь · e2 белая пешка · g2 белый слон · h2 белая пешка · a1 белая ладья · b1 белый конь · f1 белая ладья · h1 белый король | a8 чёрная ладья · c8 чёрный слон · f8 чёрная ладья · g8 чёрный король · a7 чёрная пешка · b7 чёрная пешка · g7 чёрная пешка · h7 чёрная пешка · c6 чёрная пешка · e6 чёрная пешка · f6 чёрный ферзь · c5 чёрный слон · d5 чёрная пешка · e5 белая пешка · f5 чёрная пешка · c4 белая пешка · b3 белая пешка · f3 белая пешка · g3 чёрный конь · a2 белая пешка · b2 белый слон · c2 белый ферзь · e2 белая пешка · g2 белый слон · h2 белая пешка · a1 белая ладья · b1 белый конь · f1 белая ладья · h1 белый король | 7 |
| 6 | a8 чёрная ладья · c8 чёрный слон · f8 чёрная ладья · g8 чёрный король · a7 чёрная пешка · b7 чёрная пешка · g7 чёрная пешка · h7 чёрная пешка · c6 чёрная пешка · e6 чёрная пешка · f6 чёрный ферзь · c5 чёрный слон · d5 чёрная пешка · e5 белая пешка · f5 чёрная пешка · c4 белая пешка · b3 белая пешка · f3 белая пешка · g3 чёрный конь · a2 белая пешка · b2 белый слон · c2 белый ферзь · e2 белая пешка · g2 белый слон · h2 белая пешка · a1 белая ладья · b1 белый конь · f1 белая ладья · h1 белый король | a8 чёрная ладья · c8 чёрный слон · f8 чёрная ладья · g8 чёрный король · a7 чёрная пешка · b7 чёрная пешка · g7 чёрная пешка · h7 чёрная пешка · c6 чёрная пешка · e6 чёрная пешка · f6 чёрный ферзь · c5 чёрный слон · d5 чёрная пешка · e5 белая пешка · f5 чёрная пешка · c4 белая пешка · b3 белая пешка · f3 белая пешка · g3 чёрный конь · a2 белая пешка · b2 белый слон · c2 белый ферзь · e2 белая пешка · g2 белый слон · h2 белая пешка · a1 белая ладья · b1 белый конь · f1 белая ладья · h1 белый король | a8 чёрная ладья · c8 чёрный слон · f8 чёрная ладья · g8 чёрный король · a7 чёрная пешка · b7 чёрная пешка · g7 чёрная пешка · h7 чёрная пешка · c6 чёрная пешка · e6 чёрная пешка · f6 чёрный ферзь · c5 чёрный слон · d5 чёрная пешка · e5 белая пешка · f5 чёрная пешка · c4 белая пешка · b3 белая пешка · f3 белая пешка · g3 чёрный конь · a2 белая пешка · b2 белый слон · c2 белый ферзь · e2 белая пешка · g2 белый слон · h2 белая пешка · a1 белая ладья · b1 белый конь · f1 белая ладья · h1 белый король | a8 чёрная ладья · c8 чёрный слон · f8 чёрная ладья · g8 чёрный король · a7 чёрная пешка · b7 чёрная пешка · g7 чёрная пешка · h7 чёрная пешка · c6 чёрная пешка · e6 чёрная пешка · f6 чёрный ферзь · c5 чёрный слон · d5 чёрная пешка · e5 белая пешка · f5 чёрная пешка · c4 белая пешка · b3 белая пешка · f3 белая пешка · g3 чёрный конь · a2 белая пешка · b2 белый слон · c2 белый ферзь · e2 белая пешка · g2 белый слон · h2 белая пешка · a1 белая ладья · b1 белый конь · f1 белая ладья · h1 белый король | a8 чёрная ладья · c8 чёрный слон · f8 чёрная ладья · g8 чёрный король · a7 чёрная пешка · b7 чёрная пешка · g7 чёрная пешка · h7 чёрная пешка · c6 чёрная пешка · e6 чёрная пешка · f6 чёрный ферзь · c5 чёрный слон · d5 чёрная пешка · e5 белая пешка · f5 чёрная пешка · c4 белая пешка · b3 белая пешка · f3 белая пешка · g3 чёрный конь · a2 белая пешка · b2 белый слон · c2 белый ферзь · e2 белая пешка · g2 белый слон · h2 белая пешка · a1 белая ладья · b1 белый конь · f1 белая ладья · h1 белый король | a8 чёрная ладья · c8 чёрный слон · f8 чёрная ладья · g8 чёрный король · a7 чёрная пешка · b7 чёрная пешка · g7 чёрная пешка · h7 чёрная пешка · c6 чёрная пешка · e6 чёрная пешка · f6 чёрный ферзь · c5 чёрный слон · d5 чёрная пешка · e5 белая пешка · f5 чёрная пешка · c4 белая пешка · b3 белая пешка · f3 белая пешка · g3 чёрный конь · a2 белая пешка · b2 белый слон · c2 белый ферзь · e2 белая пешка · g2 белый слон · h2 белая пешка · a1 белая ладья · b1 белый конь · f1 белая ладья · h1 белый король | a8 чёрная ладья · c8 чёрный слон · f8 чёрная ладья · g8 чёрный король · a7 чёрная пешка · b7 чёрная пешка · g7 чёрная пешка · h7 чёрная пешка · c6 чёрная пешка · e6 чёрная пешка · f6 чёрный ферзь · c5 чёрный слон · d5 чёрная пешка · e5 белая пешка · f5 чёрная пешка · c4 белая пешка · b3 белая пешка · f3 белая пешка · g3 чёрный конь · a2 белая пешка · b2 белый слон · c2 белый ферзь · e2 белая пешка · g2 белый слон · h2 белая пешка · a1 белая ладья · b1 белый конь · f1 белая ладья · h1 белый король | a8 чёрная ладья · c8 чёрный слон · f8 чёрная ладья · g8 чёрный король · a7 чёрная пешка · b7 чёрная пешка · g7 чёрная пешка · h7 чёрная пешка · c6 чёрная пешка · e6 чёрная пешка · f6 чёрный ферзь · c5 чёрный слон · d5 чёрная пешка · e5 белая пешка · f5 чёрная пешка · c4 белая пешка · b3 белая пешка · f3 белая пешка · g3 чёрный конь · a2 белая пешка · b2 белый слон · c2 белый ферзь · e2 белая пешка · g2 белый слон · h2 белая пешка · a1 белая ладья · b1 белый конь · f1 белая ладья · h1 белый король | 6 |
| 5 | a8 чёрная ладья · c8 чёрный слон · f8 чёрная ладья · g8 чёрный король · a7 чёрная пешка · b7 чёрная пешка · g7 чёрная пешка · h7 чёрная пешка · c6 чёрная пешка · e6 чёрная пешка · f6 чёрный ферзь · c5 чёрный слон · d5 чёрная пешка · e5 белая пешка · f5 чёрная пешка · c4 белая пешка · b3 белая пешка · f3 белая пешка · g3 чёрный конь · a2 белая пешка · b2 белый слон · c2 белый ферзь · e2 белая пешка · g2 белый слон · h2 белая пешка · a1 белая ладья · b1 белый конь · f1 белая ладья · h1 белый король | a8 чёрная ладья · c8 чёрный слон · f8 чёрная ладья · g8 чёрный король · a7 чёрная пешка · b7 чёрная пешка · g7 чёрная пешка · h7 чёрная пешка · c6 чёрная пешка · e6 чёрная пешка · f6 чёрный ферзь · c5 чёрный слон · d5 чёрная пешка · e5 белая пешка · f5 чёрная пешка · c4 белая пешка · b3 белая пешка · f3 белая пешка · g3 чёрный конь · a2 белая пешка · b2 белый слон · c2 белый ферзь · e2 белая пешка · g2 белый слон · h2 белая пешка · a1 белая ладья · b1 белый конь · f1 белая ладья · h1 белый король | a8 чёрная ладья · c8 чёрный слон · f8 чёрная ладья · g8 чёрный король · a7 чёрная пешка · b7 чёрная пешка · g7 чёрная пешка · h7 чёрная пешка · c6 чёрная пешка · e6 чёрная пешка · f6 чёрный ферзь · c5 чёрный слон · d5 чёрная пешка · e5 белая пешка · f5 чёрная пешка · c4 белая пешка · b3 белая пешка · f3 белая пешка · g3 чёрный конь · a2 белая пешка · b2 белый слон · c2 белый ферзь · e2 белая пешка · g2 белый слон · h2 белая пешка · a1 белая ладья · b1 белый конь · f1 белая ладья · h1 белый король | a8 чёрная ладья · c8 чёрный слон · f8 чёрная ладья · g8 чёрный король · a7 чёрная пешка · b7 чёрная пешка · g7 чёрная пешка · h7 чёрная пешка · c6 чёрная пешка · e6 чёрная пешка · f6 чёрный ферзь · c5 чёрный слон · d5 чёрная пешка · e5 белая пешка · f5 чёрная пешка · c4 белая пешка · b3 белая пешка · f3 белая пешка · g3 чёрный конь · a2 белая пешка · b2 белый слон · c2 белый ферзь · e2 белая пешка · g2 белый слон · h2 белая пешка · a1 белая ладья · b1 белый конь · f1 белая ладья · h1 белый король | a8 чёрная ладья · c8 чёрный слон · f8 чёрная ладья · g8 чёрный король · a7 чёрная пешка · b7 чёрная пешка · g7 чёрная пешка · h7 чёрная пешка · c6 чёрная пешка · e6 чёрная пешка · f6 чёрный ферзь · c5 чёрный слон · d5 чёрная пешка · e5 белая пешка · f5 чёрная пешка · c4 белая пешка · b3 белая пешка · f3 белая пешка · g3 чёрный конь · a2 белая пешка · b2 белый слон · c2 белый ферзь · e2 белая пешка · g2 белый слон · h2 белая пешка · a1 белая ладья · b1 белый конь · f1 белая ладья · h1 белый король | a8 чёрная ладья · c8 чёрный слон · f8 чёрная ладья · g8 чёрный король · a7 чёрная пешка · b7 чёрная пешка · g7 чёрная пешка · h7 чёрная пешка · c6 чёрная пешка · e6 чёрная пешка · f6 чёрный ферзь · c5 чёрный слон · d5 чёрная пешка · e5 белая пешка · f5 чёрная пешка · c4 белая пешка · b3 белая пешка · f3 белая пешка · g3 чёрный конь · a2 белая пешка · b2 белый слон · c2 белый ферзь · e2 белая пешка · g2 белый слон · h2 белая пешка · a1 белая ладья · b1 белый конь · f1 белая ладья · h1 белый король | a8 чёрная ладья · c8 чёрный слон · f8 чёрная ладья · g8 чёрный король · a7 чёрная пешка · b7 чёрная пешка · g7 чёрная пешка · h7 чёрная пешка · c6 чёрная пешка · e6 чёрная пешка · f6 чёрный ферзь · c5 чёрный слон · d5 чёрная пешка · e5 белая пешка · f5 чёрная пешка · c4 белая пешка · b3 белая пешка · f3 белая пешка · g3 чёрный конь · a2 белая пешка · b2 белый слон · c2 белый ферзь · e2 белая пешка · g2 белый слон · h2 белая пешка · a1 белая ладья · b1 белый конь · f1 белая ладья · h1 белый король | a8 чёрная ладья · c8 чёрный слон · f8 чёрная ладья · g8 чёрный король · a7 чёрная пешка · b7 чёрная пешка · g7 чёрная пешка · h7 чёрная пешка · c6 чёрная пешка · e6 чёрная пешка · f6 чёрный ферзь · c5 чёрный слон · d5 чёрная пешка · e5 белая пешка · f5 чёрная пешка · c4 белая пешка · b3 белая пешка · f3 белая пешка · g3 чёрный конь · a2 белая пешка · b2 белый слон · c2 белый ферзь · e2 белая пешка · g2 белый слон · h2 белая пешка · a1 белая ладья · b1 белый конь · f1 белая ладья · h1 белый король | 5 |
| 4 | a8 чёрная ладья · c8 чёрный слон · f8 чёрная ладья · g8 чёрный король · a7 чёрная пешка · b7 чёрная пешка · g7 чёрная пешка · h7 чёрная пешка · c6 чёрная пешка · e6 чёрная пешка · f6 чёрный ферзь · c5 чёрный слон · d5 чёрная пешка · e5 белая пешка · f5 чёрная пешка · c4 белая пешка · b3 белая пешка · f3 белая пешка · g3 чёрный конь · a2 белая пешка · b2 белый слон · c2 белый ферзь · e2 белая пешка · g2 белый слон · h2 белая пешка · a1 белая ладья · b1 белый конь · f1 белая ладья · h1 белый король | a8 чёрная ладья · c8 чёрный слон · f8 чёрная ладья · g8 чёрный король · a7 чёрная пешка · b7 чёрная пешка · g7 чёрная пешка · h7 чёрная пешка · c6 чёрная пешка · e6 чёрная пешка · f6 чёрный ферзь · c5 чёрный слон · d5 чёрная пешка · e5 белая пешка · f5 чёрная пешка · c4 белая пешка · b3 белая пешка · f3 белая пешка · g3 чёрный конь · a2 белая пешка · b2 белый слон · c2 белый ферзь · e2 белая пешка · g2 белый слон · h2 белая пешка · a1 белая ладья · b1 белый конь · f1 белая ладья · h1 белый король | a8 чёрная ладья · c8 чёрный слон · f8 чёрная ладья · g8 чёрный король · a7 чёрная пешка · b7 чёрная пешка · g7 чёрная пешка · h7 чёрная пешка · c6 чёрная пешка · e6 чёрная пешка · f6 чёрный ферзь · c5 чёрный слон · d5 чёрная пешка · e5 белая пешка · f5 чёрная пешка · c4 белая пешка · b3 белая пешка · f3 белая пешка · g3 чёрный конь · a2 белая пешка · b2 белый слон · c2 белый ферзь · e2 белая пешка · g2 белый слон · h2 белая пешка · a1 белая ладья · b1 белый конь · f1 белая ладья · h1 белый король | a8 чёрная ладья · c8 чёрный слон · f8 чёрная ладья · g8 чёрный король · a7 чёрная пешка · b7 чёрная пешка · g7 чёрная пешка · h7 чёрная пешка · c6 чёрная пешка · e6 чёрная пешка · f6 чёрный ферзь · c5 чёрный слон · d5 чёрная пешка · e5 белая пешка · f5 чёрная пешка · c4 белая пешка · b3 белая пешка · f3 белая пешка · g3 чёрный конь · a2 белая пешка · b2 белый слон · c2 белый ферзь · e2 белая пешка · g2 белый слон · h2 белая пешка · a1 белая ладья · b1 белый конь · f1 белая ладья · h1 белый король | a8 чёрная ладья · c8 чёрный слон · f8 чёрная ладья · g8 чёрный король · a7 чёрная пешка · b7 чёрная пешка · g7 чёрная пешка · h7 чёрная пешка · c6 чёрная пешка · e6 чёрная пешка · f6 чёрный ферзь · c5 чёрный слон · d5 чёрная пешка · e5 белая пешка · f5 чёрная пешка · c4 белая пешка · b3 белая пешка · f3 белая пешка · g3 чёрный конь · a2 белая пешка · b2 белый слон · c2 белый ферзь · e2 белая пешка · g2 белый слон · h2 белая пешка · a1 белая ладья · b1 белый конь · f1 белая ладья · h1 белый король | a8 чёрная ладья · c8 чёрный слон · f8 чёрная ладья · g8 чёрный король · a7 чёрная пешка · b7 чёрная пешка · g7 чёрная пешка · h7 чёрная пешка · c6 чёрная пешка · e6 чёрная пешка · f6 чёрный ферзь · c5 чёрный слон · d5 чёрная пешка · e5 белая пешка · f5 чёрная пешка · c4 белая пешка · b3 белая пешка · f3 белая пешка · g3 чёрный конь · a2 белая пешка · b2 белый слон · c2 белый ферзь · e2 белая пешка · g2 белый слон · h2 белая пешка · a1 белая ладья · b1 белый конь · f1 белая ладья · h1 белый король | a8 чёрная ладья · c8 чёрный слон · f8 чёрная ладья · g8 чёрный король · a7 чёрная пешка · b7 чёрная пешка · g7 чёрная пешка · h7 чёрная пешка · c6 чёрная пешка · e6 чёрная пешка · f6 чёрный ферзь · c5 чёрный слон · d5 чёрная пешка · e5 белая пешка · f5 чёрная пешка · c4 белая пешка · b3 белая пешка · f3 белая пешка · g3 чёрный конь · a2 белая пешка · b2 белый слон · c2 белый ферзь · e2 белая пешка · g2 белый слон · h2 белая пешка · a1 белая ладья · b1 белый конь · f1 белая ладья · h1 белый король | a8 чёрная ладья · c8 чёрный слон · f8 чёрная ладья · g8 чёрный король · a7 чёрная пешка · b7 чёрная пешка · g7 чёрная пешка · h7 чёрная пешка · c6 чёрная пешка · e6 чёрная пешка · f6 чёрный ферзь · c5 чёрный слон · d5 чёрная пешка · e5 белая пешка · f5 чёрная пешка · c4 белая пешка · b3 белая пешка · f3 белая пешка · g3 чёрный конь · a2 белая пешка · b2 белый слон · c2 белый ферзь · e2 белая пешка · g2 белый слон · h2 белая пешка · a1 белая ладья · b1 белый конь · f1 белая ладья · h1 белый король | 4 |
| 3 | a8 чёрная ладья · c8 чёрный слон · f8 чёрная ладья · g8 чёрный король · a7 чёрная пешка · b7 чёрная пешка · g7 чёрная пешка · h7 чёрная пешка · c6 чёрная пешка · e6 чёрная пешка · f6 чёрный ферзь · c5 чёрный слон · d5 чёрная пешка · e5 белая пешка · f5 чёрная пешка · c4 белая пешка · b3 белая пешка · f3 белая пешка · g3 чёрный конь · a2 белая пешка · b2 белый слон · c2 белый ферзь · e2 белая пешка · g2 белый слон · h2 белая пешка · a1 белая ладья · b1 белый конь · f1 белая ладья · h1 белый король | a8 чёрная ладья · c8 чёрный слон · f8 чёрная ладья · g8 чёрный король · a7 чёрная пешка · b7 чёрная пешка · g7 чёрная пешка · h7 чёрная пешка · c6 чёрная пешка · e6 чёрная пешка · f6 чёрный ферзь · c5 чёрный слон · d5 чёрная пешка · e5 белая пешка · f5 чёрная пешка · c4 белая пешка · b3 белая пешка · f3 белая пешка · g3 чёрный конь · a2 белая пешка · b2 белый слон · c2 белый ферзь · e2 белая пешка · g2 белый слон · h2 белая пешка · a1 белая ладья · b1 белый конь · f1 белая ладья · h1 белый король | a8 чёрная ладья · c8 чёрный слон · f8 чёрная ладья · g8 чёрный король · a7 чёрная пешка · b7 чёрная пешка · g7 чёрная пешка · h7 чёрная пешка · c6 чёрная пешка · e6 чёрная пешка · f6 чёрный ферзь · c5 чёрный слон · d5 чёрная пешка · e5 белая пешка · f5 чёрная пешка · c4 белая пешка · b3 белая пешка · f3 белая пешка · g3 чёрный конь · a2 белая пешка · b2 белый слон · c2 белый ферзь · e2 белая пешка · g2 белый слон · h2 белая пешка · a1 белая ладья · b1 белый конь · f1 белая ладья · h1 белый король | a8 чёрная ладья · c8 чёрный слон · f8 чёрная ладья · g8 чёрный король · a7 чёрная пешка · b7 чёрная пешка · g7 чёрная пешка · h7 чёрная пешка · c6 чёрная пешка · e6 чёрная пешка · f6 чёрный ферзь · c5 чёрный слон · d5 чёрная пешка · e5 белая пешка · f5 чёрная пешка · c4 белая пешка · b3 белая пешка · f3 белая пешка · g3 чёрный конь · a2 белая пешка · b2 белый слон · c2 белый ферзь · e2 белая пешка · g2 белый слон · h2 белая пешка · a1 белая ладья · b1 белый конь · f1 белая ладья · h1 белый король | a8 чёрная ладья · c8 чёрный слон · f8 чёрная ладья · g8 чёрный король · a7 чёрная пешка · b7 чёрная пешка · g7 чёрная пешка · h7 чёрная пешка · c6 чёрная пешка · e6 чёрная пешка · f6 чёрный ферзь · c5 чёрный слон · d5 чёрная пешка · e5 белая пешка · f5 чёрная пешка · c4 белая пешка · b3 белая пешка · f3 белая пешка · g3 чёрный конь · a2 белая пешка · b2 белый слон · c2 белый ферзь · e2 белая пешка · g2 белый слон · h2 белая пешка · a1 белая ладья · b1 белый конь · f1 белая ладья · h1 белый король | a8 чёрная ладья · c8 чёрный слон · f8 чёрная ладья · g8 чёрный король · a7 чёрная пешка · b7 чёрная пешка · g7 чёрная пешка · h7 чёрная пешка · c6 чёрная пешка · e6 чёрная пешка · f6 чёрный ферзь · c5 чёрный слон · d5 чёрная пешка · e5 белая пешка · f5 чёрная пешка · c4 белая пешка · b3 белая пешка · f3 белая пешка · g3 чёрный конь · a2 белая пешка · b2 белый слон · c2 белый ферзь · e2 белая пешка · g2 белый слон · h2 белая пешка · a1 белая ладья · b1 белый конь · f1 белая ладья · h1 белый король | a8 чёрная ладья · c8 чёрный слон · f8 чёрная ладья · g8 чёрный король · a7 чёрная пешка · b7 чёрная пешка · g7 чёрная пешка · h7 чёрная пешка · c6 чёрная пешка · e6 чёрная пешка · f6 чёрный ферзь · c5 чёрный слон · d5 чёрная пешка · e5 белая пешка · f5 чёрная пешка · c4 белая пешка · b3 белая пешка · f3 белая пешка · g3 чёрный конь · a2 белая пешка · b2 белый слон · c2 белый ферзь · e2 белая пешка · g2 белый слон · h2 белая пешка · a1 белая ладья · b1 белый конь · f1 белая ладья · h1 белый король | a8 чёрная ладья · c8 чёрный слон · f8 чёрная ладья · g8 чёрный король · a7 чёрная пешка · b7 чёрная пешка · g7 чёрная пешка · h7 чёрная пешка · c6 чёрная пешка · e6 чёрная пешка · f6 чёрный ферзь · c5 чёрный слон · d5 чёрная пешка · e5 белая пешка · f5 чёрная пешка · c4 белая пешка · b3 белая пешка · f3 белая пешка · g3 чёрный конь · a2 белая пешка · b2 белый слон · c2 белый ферзь · e2 белая пешка · g2 белый слон · h2 белая пешка · a1 белая ладья · b1 белый конь · f1 белая ладья · h1 белый король | 3 |
| 2 | a8 чёрная ладья · c8 чёрный слон · f8 чёрная ладья · g8 чёрный король · a7 чёрная пешка · b7 чёрная пешка · g7 чёрная пешка · h7 чёрная пешка · c6 чёрная пешка · e6 чёрная пешка · f6 чёрный ферзь · c5 чёрный слон · d5 чёрная пешка · e5 белая пешка · f5 чёрная пешка · c4 белая пешка · b3 белая пешка · f3 белая пешка · g3 чёрный конь · a2 белая пешка · b2 белый слон · c2 белый ферзь · e2 белая пешка · g2 белый слон · h2 белая пешка · a1 белая ладья · b1 белый конь · f1 белая ладья · h1 белый король | a8 чёрная ладья · c8 чёрный слон · f8 чёрная ладья · g8 чёрный король · a7 чёрная пешка · b7 чёрная пешка · g7 чёрная пешка · h7 чёрная пешка · c6 чёрная пешка · e6 чёрная пешка · f6 чёрный ферзь · c5 чёрный слон · d5 чёрная пешка · e5 белая пешка · f5 чёрная пешка · c4 белая пешка · b3 белая пешка · f3 белая пешка · g3 чёрный конь · a2 белая пешка · b2 белый слон · c2 белый ферзь · e2 белая пешка · g2 белый слон · h2 белая пешка · a1 белая ладья · b1 белый конь · f1 белая ладья · h1 белый король | a8 чёрная ладья · c8 чёрный слон · f8 чёрная ладья · g8 чёрный король · a7 чёрная пешка · b7 чёрная пешка · g7 чёрная пешка · h7 чёрная пешка · c6 чёрная пешка · e6 чёрная пешка · f6 чёрный ферзь · c5 чёрный слон · d5 чёрная пешка · e5 белая пешка · f5 чёрная пешка · c4 белая пешка · b3 белая пешка · f3 белая пешка · g3 чёрный конь · a2 белая пешка · b2 белый слон · c2 белый ферзь · e2 белая пешка · g2 белый слон · h2 белая пешка · a1 белая ладья · b1 белый конь · f1 белая ладья · h1 белый король | a8 чёрная ладья · c8 чёрный слон · f8 чёрная ладья · g8 чёрный король · a7 чёрная пешка · b7 чёрная пешка · g7 чёрная пешка · h7 чёрная пешка · c6 чёрная пешка · e6 чёрная пешка · f6 чёрный ферзь · c5 чёрный слон · d5 чёрная пешка · e5 белая пешка · f5 чёрная пешка · c4 белая пешка · b3 белая пешка · f3 белая пешка · g3 чёрный конь · a2 белая пешка · b2 белый слон · c2 белый ферзь · e2 белая пешка · g2 белый слон · h2 белая пешка · a1 белая ладья · b1 белый конь · f1 белая ладья · h1 белый король | a8 чёрная ладья · c8 чёрный слон · f8 чёрная ладья · g8 чёрный король · a7 чёрная пешка · b7 чёрная пешка · g7 чёрная пешка · h7 чёрная пешка · c6 чёрная пешка · e6 чёрная пешка · f6 чёрный ферзь · c5 чёрный слон · d5 чёрная пешка · e5 белая пешка · f5 чёрная пешка · c4 белая пешка · b3 белая пешка · f3 белая пешка · g3 чёрный конь · a2 белая пешка · b2 белый слон · c2 белый ферзь · e2 белая пешка · g2 белый слон · h2 белая пешка · a1 белая ладья · b1 белый конь · f1 белая ладья · h1 белый король | a8 чёрная ладья · c8 чёрный слон · f8 чёрная ладья · g8 чёрный король · a7 чёрная пешка · b7 чёрная пешка · g7 чёрная пешка · h7 чёрная пешка · c6 чёрная пешка · e6 чёрная пешка · f6 чёрный ферзь · c5 чёрный слон · d5 чёрная пешка · e5 белая пешка · f5 чёрная пешка · c4 белая пешка · b3 белая пешка · f3 белая пешка · g3 чёрный конь · a2 белая пешка · b2 белый слон · c2 белый ферзь · e2 белая пешка · g2 белый слон · h2 белая пешка · a1 белая ладья · b1 белый конь · f1 белая ладья · h1 белый король | a8 чёрная ладья · c8 чёрный слон · f8 чёрная ладья · g8 чёрный король · a7 чёрная пешка · b7 чёрная пешка · g7 чёрная пешка · h7 чёрная пешка · c6 чёрная пешка · e6 чёрная пешка · f6 чёрный ферзь · c5 чёрный слон · d5 чёрная пешка · e5 белая пешка · f5 чёрная пешка · c4 белая пешка · b3 белая пешка · f3 белая пешка · g3 чёрный конь · a2 белая пешка · b2 белый слон · c2 белый ферзь · e2 белая пешка · g2 белый слон · h2 белая пешка · a1 белая ладья · b1 белый конь · f1 белая ладья · h1 белый король | a8 чёрная ладья · c8 чёрный слон · f8 чёрная ладья · g8 чёрный король · a7 чёрная пешка · b7 чёрная пешка · g7 чёрная пешка · h7 чёрная пешка · c6 чёрная пешка · e6 чёрная пешка · f6 чёрный ферзь · c5 чёрный слон · d5 чёрная пешка · e5 белая пешка · f5 чёрная пешка · c4 белая пешка · b3 белая пешка · f3 белая пешка · g3 чёрный конь · a2 белая пешка · b2 белый слон · c2 белый ферзь · e2 белая пешка · g2 белый слон · h2 белая пешка · a1 белая ладья · b1 белый конь · f1 белая ладья · h1 белый король | 2 |
| 1 | a8 чёрная ладья · c8 чёрный слон · f8 чёрная ладья · g8 чёрный король · a7 чёрная пешка · b7 чёрная пешка · g7 чёрная пешка · h7 чёрная пешка · c6 чёрная пешка · e6 чёрная пешка · f6 чёрный ферзь · c5 чёрный слон · d5 чёрная пешка · e5 белая пешка · f5 чёрная пешка · c4 белая пешка · b3 белая пешка · f3 белая пешка · g3 чёрный конь · a2 белая пешка · b2 белый слон · c2 белый ферзь · e2 белая пешка · g2 белый слон · h2 белая пешка · a1 белая ладья · b1 белый конь · f1 белая ладья · h1 белый король | a8 чёрная ладья · c8 чёрный слон · f8 чёрная ладья · g8 чёрный король · a7 чёрная пешка · b7 чёрная пешка · g7 чёрная пешка · h7 чёрная пешка · c6 чёрная пешка · e6 чёрная пешка · f6 чёрный ферзь · c5 чёрный слон · d5 чёрная пешка · e5 белая пешка · f5 чёрная пешка · c4 белая пешка · b3 белая пешка · f3 белая пешка · g3 чёрный конь · a2 белая пешка · b2 белый слон · c2 белый ферзь · e2 белая пешка · g2 белый слон · h2 белая пешка · a1 белая ладья · b1 белый конь · f1 белая ладья · h1 белый король | a8 чёрная ладья · c8 чёрный слон · f8 чёрная ладья · g8 чёрный король · a7 чёрная пешка · b7 чёрная пешка · g7 чёрная пешка · h7 чёрная пешка · c6 чёрная пешка · e6 чёрная пешка · f6 чёрный ферзь · c5 чёрный слон · d5 чёрная пешка · e5 белая пешка · f5 чёрная пешка · c4 белая пешка · b3 белая пешка · f3 белая пешка · g3 чёрный конь · a2 белая пешка · b2 белый слон · c2 белый ферзь · e2 белая пешка · g2 белый слон · h2 белая пешка · a1 белая ладья · b1 белый конь · f1 белая ладья · h1 белый король | a8 чёрная ладья · c8 чёрный слон · f8 чёрная ладья · g8 чёрный король · a7 чёрная пешка · b7 чёрная пешка · g7 чёрная пешка · h7 чёрная пешка · c6 чёрная пешка · e6 чёрная пешка · f6 чёрный ферзь · c5 чёрный слон · d5 чёрная пешка · e5 белая пешка · f5 чёрная пешка · c4 белая пешка · b3 белая пешка · f3 белая пешка · g3 чёрный конь · a2 белая пешка · b2 белый слон · c2 белый ферзь · e2 белая пешка · g2 белый слон · h2 белая пешка · a1 белая ладья · b1 белый конь · f1 белая ладья · h1 белый король | a8 чёрная ладья · c8 чёрный слон · f8 чёрная ладья · g8 чёрный король · a7 чёрная пешка · b7 чёрная пешка · g7 чёрная пешка · h7 чёрная пешка · c6 чёрная пешка · e6 чёрная пешка · f6 чёрный ферзь · c5 чёрный слон · d5 чёрная пешка · e5 белая пешка · f5 чёрная пешка · c4 белая пешка · b3 белая пешка · f3 белая пешка · g3 чёрный конь · a2 белая пешка · b2 белый слон · c2 белый ферзь · e2 белая пешка · g2 белый слон · h2 белая пешка · a1 белая ладья · b1 белый конь · f1 белая ладья · h1 белый король | a8 чёрная ладья · c8 чёрный слон · f8 чёрная ладья · g8 чёрный король · a7 чёрная пешка · b7 чёрная пешка · g7 чёрная пешка · h7 чёрная пешка · c6 чёрная пешка · e6 чёрная пешка · f6 чёрный ферзь · c5 чёрный слон · d5 чёрная пешка · e5 белая пешка · f5 чёрная пешка · c4 белая пешка · b3 белая пешка · f3 белая пешка · g3 чёрный конь · a2 белая пешка · b2 белый слон · c2 белый ферзь · e2 белая пешка · g2 белый слон · h2 белая пешка · a1 белая ладья · b1 белый конь · f1 белая ладья · h1 белый король | a8 чёрная ладья · c8 чёрный слон · f8 чёрная ладья · g8 чёрный король · a7 чёрная пешка · b7 чёрная пешка · g7 чёрная пешка · h7 чёрная пешка · c6 чёрная пешка · e6 чёрная пешка · f6 чёрный ферзь · c5 чёрный слон · d5 чёрная пешка · e5 белая пешка · f5 чёрная пешка · c4 белая пешка · b3 белая пешка · f3 белая пешка · g3 чёрный конь · a2 белая пешка · b2 белый слон · c2 белый ферзь · e2 белая пешка · g2 белый слон · h2 белая пешка · a1 белая ладья · b1 белый конь · f1 белая ладья · h1 белый король | a8 чёрная ладья · c8 чёрный слон · f8 чёрная ладья · g8 чёрный король · a7 чёрная пешка · b7 чёрная пешка · g7 чёрная пешка · h7 чёрная пешка · c6 чёрная пешка · e6 чёрная пешка · f6 чёрный ферзь · c5 чёрный слон · d5 чёрная пешка · e5 белая пешка · f5 чёрная пешка · c4 белая пешка · b3 белая пешка · f3 белая пешка · g3 чёрный конь · a2 белая пешка · b2 белый слон · c2 белый ферзь · e2 белая пешка · g2 белый слон · h2 белая пешка · a1 белая ладья · b1 белый конь · f1 белая ладья · h1 белый король | 1 |
|   | a | b | c | d | e | f | g | h |   |

## Книги
- Как формируется шахматист, Л., 1926 (в русском переводе).